# Zelotes pallidipes
Zelotes pallidipes este o specie de păianjeni din genul Zelotes, familia Gnaphosidae, descrisă de Clarence Mitchell Tucker în anul 1923.
Este endemică în Namibia. Conform Catalogue of Life specia Zelotes pallidipes nu are subspecii cunoscute.